# Dorji Wangmo Wangchuck
Dorji Wangmo (Dzongkha: རྡོ་ རྗེ་ དབང་ མོ་ དབང་ ཕྱུག་; Wylie: Rdo-rje Dbang-mo Dbang-phyug; Punakha, 10 giugno 1955) è stata regina consorte del Bhutan dal 1979 al 2006, come prima moglie del re Jigme Singye.

## Biografia

### Istruzione e matrimonio
Dorji Wangmo è la seconda figlia di Yab Dasho Ugyen Dorji (1925-2019), fondatore della Ugyen Academy. Sua madre è Yum Thuiji Zam (1932). Ha studiato nel convento di San Giuseppe di Kalimpong e alla St. Helen's School di Kurseong.
Nel 1979, assieme alle tre sorelle Tshering Yangdon, Tshering Pem e Sangay Choden, ha sposato in una cerimonia privata Jigme Singye Wangchuck, quarto re del Bhutan. Il matrimonio pubblico è stato tenuto il 31 ottobre 1988.

### Attività letteraria
Ashi Dorji Wangmo è anche una scrittrice affermata. È autrice di "Of Rainbows and Clouds", libro che, attraverso il racconto della vita di suo padre Yab Dasho Ugyen Dorji e della sua famiglia, apre una finestra sulla cultura, la società e la storia bhutanesi. La sua seconda opera, "Treasures of the Thunder Dragon: A Portrait of Bhutan", è sia una raccolta di memorie d'infanzia che un diario di viaggio che offre lo spunto per descrivere la storia e le tradizioni del Bhutan. Il terzo libro, intitolato "Dochula: A Spiritual Abode in Bhutan", è una documentazione del complesso del tempio Druk Wangyel. Il libro è stato presentato durante il sesto festival Mountain Echoes, un festival culturale e letterario annuale che riunisce scrittori e poeti di fama nazionale e internazionale, patrocinato dalla stessa Ashi Dorji Wangmo.

### Impegno pubblico

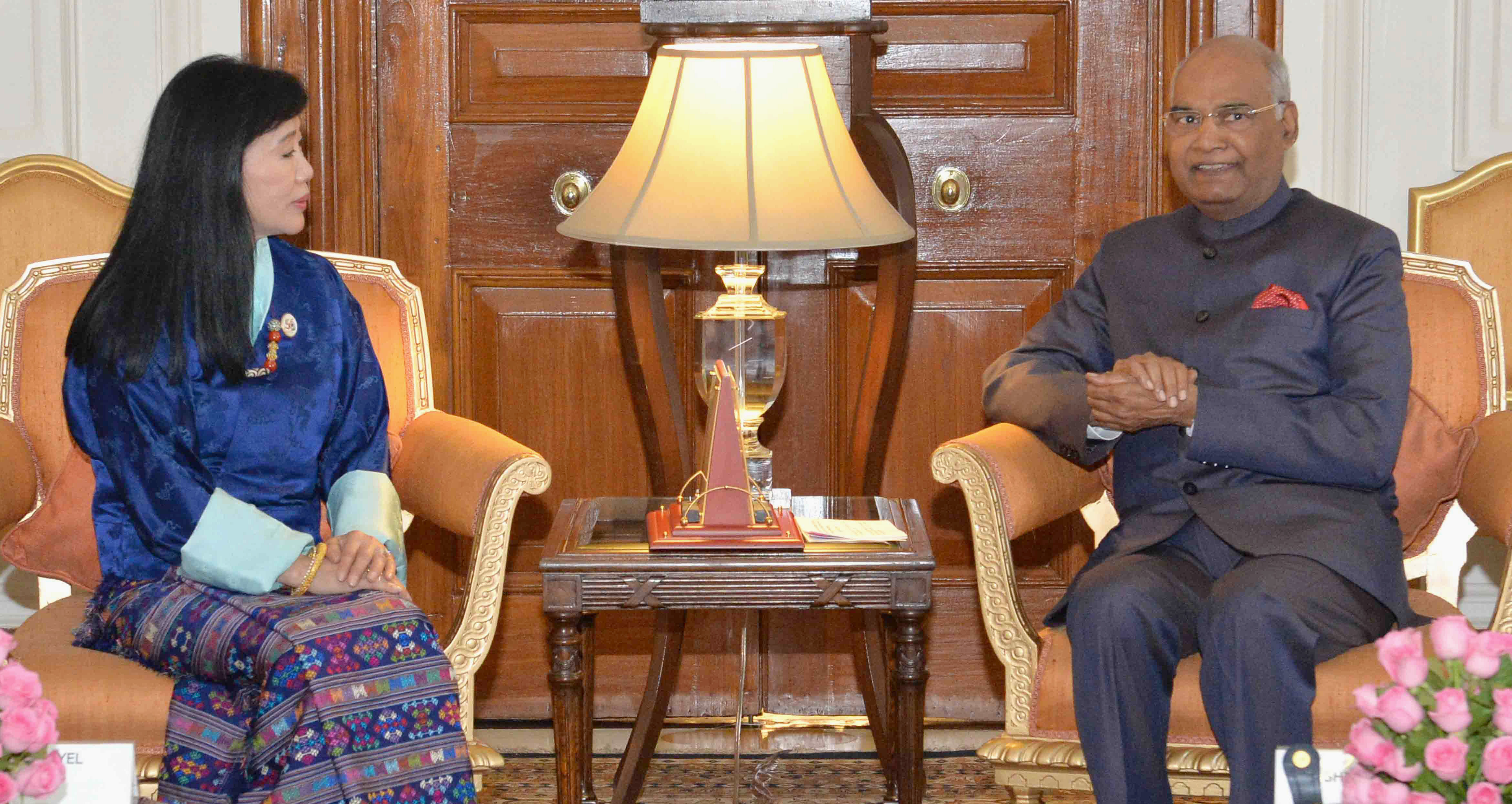
La regina con Ram Nath Kovind nel 2018

Il suo patrocinio, dal 1999, è rivolto anche verso il Ministero dell'Agricoltura. Poiché la maggior parte dei bhutanesi sono agricoltori che lavorano in condizioni geografiche e climatiche difficili, Ashi Dorji Wangmo ha creato la Fondazione Tarayana (TF), che ha avviato programmi per migliorare la qualità della vita soprattutto nelle zone rurali, nel rispetto della conservazione ambientale.
Ashi Dorji Wangmo ha tenuto numerose conferenze, sia in patria che all'estero, su questioni relative alla riduzione della povertà, alla salvaguardia dell'ambiente e alla trasformazione sociale delle donne. È inoltre presidente onoraria dello Sherubtse College, l'istituto di istruzione superiore più antico e rispettato del Bhutan.
Nel 2016 è stata insignita del Caritas in Veritate Pope Francis Charity and Leadership Award, in riconoscimento del lavoro svolto dalla Fondazione Tarayana, sotto la sua guida, in favore della popolazione del Bhutan.

## Patrocini
- Patrona principale del Ministero delle Politiche Agricole e Forestali (MOAF) dal 1999.
- Patrona principale del “Mountain Echoes: a Literary Festival”.[8]
- Presidente onoraria del Sherubtse College dal 2000.
- Presidente e fondatrice della Tarayana Foundation (TF) dal 2003.[9]
- Patrona del Folk Heritage Museum (FHM) [Phelchey Toenkhyim] dal 2001.

## Discendenza
Dorji Wangmo e Jigme Singye Wangchuck ebbero una figlia e un figlio:
- Principessa Ashi Sonam Dechen (1981);
- Principe Dasho Jigyel Ugyen (1984).

## Ascendenza
|                       |   |                                 | Genitori                        |  |  | Nonni |  |  | Bisnonni         |  |  | Trisnonni     |  |
|                       |   |                                 |                                 |  |  |       |  |  | Kuenga Gyeltshen |  |  | Nob Gyeltshen |  |
|                       |   |                                 |                                 |  |  |       |  |  | Kuenga Gyeltshen |  |  | Nob Gyeltshen |  |
|                       |   | Phenkhem                        |                                 |  |  |       |  |  | Kuenga Gyeltshen |  |  |               |  |
| Sangay Tenzin         |   |                                 |                                 |  |  |       |  |  | Kuenga Gyeltshen |  |  |               |  |
|                       |   | Ngodrup Pem                     | …                               |  |  |       |  |  |                  |  |  |               |  |
|                       |   | Ngodrup Pem                     | …                               |  |  |       |  |  |                  |  |  |               |  |
|                       |   | Ngodrup Pem                     | …                               |  |  |       |  |  |                  |  |  |               |  |
| Yab Dasho Ugyen Dorji |   | Ngodrup Pem                     |                                 |  |  |       |  |  |                  |  |  |               |  |
|                       |   | Gyeltshen Dorji, V Sersang Lama | Soenam Drubyel, IV Sersang Lama |  |  |       |  |  |                  |  |  |               |  |
|                       |   | Gyeltshen Dorji, V Sersang Lama | Soenam Drubyel, IV Sersang Lama |  |  |       |  |  |                  |  |  |               |  |
|                       |   | Gyeltshen Dorji, V Sersang Lama | Sangay Droelma                  |  |  |       |  |  |                  |  |  |               |  |
| Dorji Om              |   | Gyeltshen Dorji, V Sersang Lama |                                 |  |  |       |  |  |                  |  |  |               |  |
|                       |   | Abi Yum Yangchen Droelma        | Yonten Phuntsho                 |  |  |       |  |  |                  |  |  |               |  |
|                       |   | Abi Yum Yangchen Droelma        | Yonten Phuntsho                 |  |  |       |  |  |                  |  |  |               |  |
|                       |   | Abi Yum Yangchen Droelma        | …                               |  |  |       |  |  |                  |  |  |               |  |
| Dorji Wangmo          |   | Abi Yum Yangchen Droelma        |                                 |  |  |       |  |  |                  |  |  |               |  |
|                       | … | …                               |                                 |  |  |       |  |  |                  |  |  |               |  |
|                       | … | …                               |                                 |  |  |       |  |  |                  |  |  |               |  |
|                       | … | …                               |                                 |  |  |       |  |  |                  |  |  |               |  |
| Lopen Duba            | … |                                 |                                 |  |  |       |  |  |                  |  |  |               |  |
|                       |   | …                               | …                               |  |  |       |  |  |                  |  |  |               |  |
|                       |   | …                               | …                               |  |  |       |  |  |                  |  |  |               |  |
|                       |   | …                               | …                               |  |  |       |  |  |                  |  |  |               |  |
| Yum Thuji Zam         |   | …                               |                                 |  |  |       |  |  |                  |  |  |               |  |
|                       |   | …                               | …                               |  |  |       |  |  |                  |  |  |               |  |
|                       |   | …                               | …                               |  |  |       |  |  |                  |  |  |               |  |
|                       |   | …                               | …                               |  |  |       |  |  |                  |  |  |               |  |
| Ugay Dem              |   | …                               |                                 |  |  |       |  |  |                  |  |  |               |  |
|                       |   | …                               | …                               |  |  |       |  |  |                  |  |  |               |  |
|                       |   | …                               | …                               |  |  |       |  |  |                  |  |  |               |  |
|                       |   | …                               | …                               |  |  |       |  |  |                  |  |  |               |  |
|                       |   | …                               |                                 |  |  |       |  |  |                  |  |  |               |  |

## Opere
- Ashi Dorji Wangmo Wangchuck, Of Rainbows and Clouds: The Life of Yab Ugyen Dorji as told to His Daughter, London, Serindia, 1998.
- Ashi Dorji Wangmo Wangchuck, Treasures of the Thunder Dragon: A Portrait of Bhutan, New Delhi, Penguin, 2006.
- Ashi Dorji Wangmo Wangchuck, Dochula: A Spiritual Abode in Bhutan, 2015.